# Паветта
Паветта (пол. Pavetta) — персонаж литературного цикла «Ведьмак» польского писателя Анджея Сапковского и её экранизаций, дочь королевы Цинтры Калантэ и мать Цириллы.

## История персонажа
У Анджея Сапковского Паветта — единственная дочь королевы Цинтры Калантэ и короля Рёгнера, которая появляется в рассказе «Вопрос цены» из сборника «Последнее желание». Отец, ещё не зная о её рождении, поклялся отдать девочку Йожу из Эрленвальда, который впоследствии оказался наследным принцем Нильфгаарда. Когда Паветте исполнилось 15 лет, Калантэ была вынуждена выполнить клятву покойного к тому моменту мужа. Паветта стала женой Йожа и родила ему дочь, которую назвали Цириллой. Через несколько лет Паветта погибла при кораблекрушении. Как выяснилось позже, она была носителем гена Старшей крови, который от неё унаследовала дочь.
От своей бабки Адалии Паветта унаследовала магические способности, которые смогла взять под контроль благодаря наставничеству Мышовура.
В польском телесериале «Ведьмак» (2002) Паветту сыграла Агата Бузек, и критики высоко оценили созданный этой актрисой образ. В американо-польском сериале с тем же названием, первый сезон которого вышел на экраны в 2019 году, Паветту сыграла Гая Мондадори. Этот персонаж впервые появляется в четвёртом эпизоде, «Банкеты, ублюдки и похороны». Его визуализация стала объектом критики: так, прозвучали мнения, что вся линия Паветты и Йожа/Дани превратилась в сериале в «ура-феминистскую агитку», что история этого персонажа рассказана скороговоркой. При этом встречаются высокие оценки главной сцены с Паветтой — её помолвки с Йожем. Один из рецензентов пишет о «магическом львином рыке» принцессы как одном из ключевых моментов для всего сезона; благодаря этому эпизоду становится понятно, какое наследство получила от своей матери Цири.
Согласно фанатской версии внутрисериальной хронологии, Паветта стала женой Йожа за 15 лет до падения Цинтры. Создатели сериала создали свою хронологическую шкалу, согласно которой Паветта вышла замуж в 1249 году по летосчислению нордлингов или за 12 лет до падения Цинтры.
Заранее появлялись сообщения о том, что Паветта появится и во втором сезоне «Ведьмака», премьера которого состоялась в конце 2021 года, и что это будут флэшбеки.

## На монетах
Изображение Паветты появилось на одной из коллекционных монет, отчеканенных компанией Mennica Gdańska и посвящённых сериалу «Ведьмак» от Netflix. Это монета диаметром 10 сантиметров и весом около килограмма, которая формально является платёжным средством острова Ниуэ с номиналом 50 долларов. На ней изображена сцена помолвки Паветты и Йожа из Эрленвальда.